# Bodenstein (Langelsheim)
Bodenstein è una frazione (Ortschaft) della città di Langelsheim, nel land della Bassa Sassonia, in Germania.

## Storia
Già comune autonomo nel circondario di Gandersheim, fu soppresso e incorporato a Wallmoden il 1º marzo 1974; insieme con Wallmoden, fu unito a Langelsheim il 1º novembre 2021.